# 王仁公園
王仁公園 （わにこうえん）は、大阪府枚方市にある都市公園(総合公園)。

## 概要

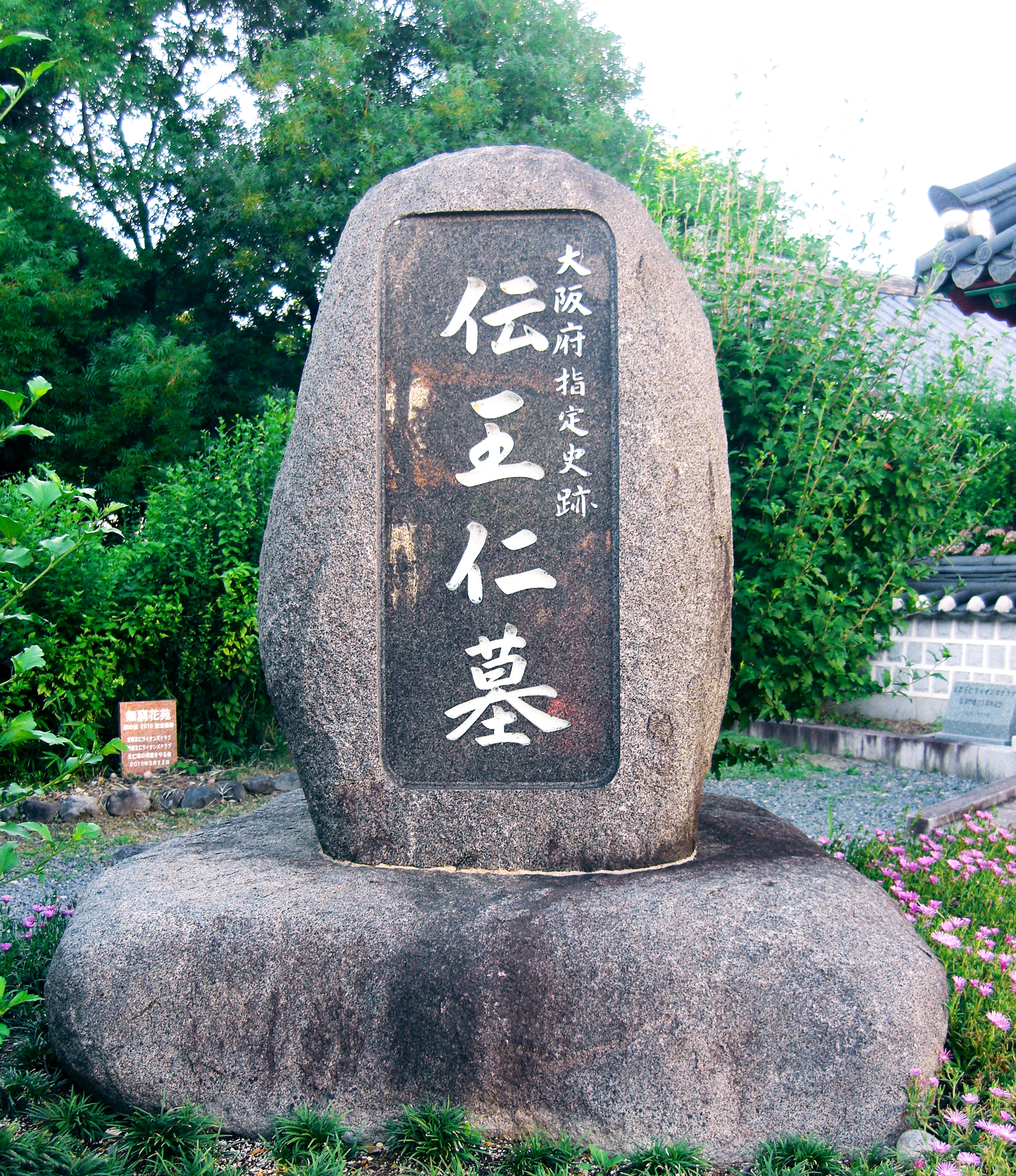
伝王仁墓入口。大阪府指定史跡であることを示す石碑(大阪府枚方市)

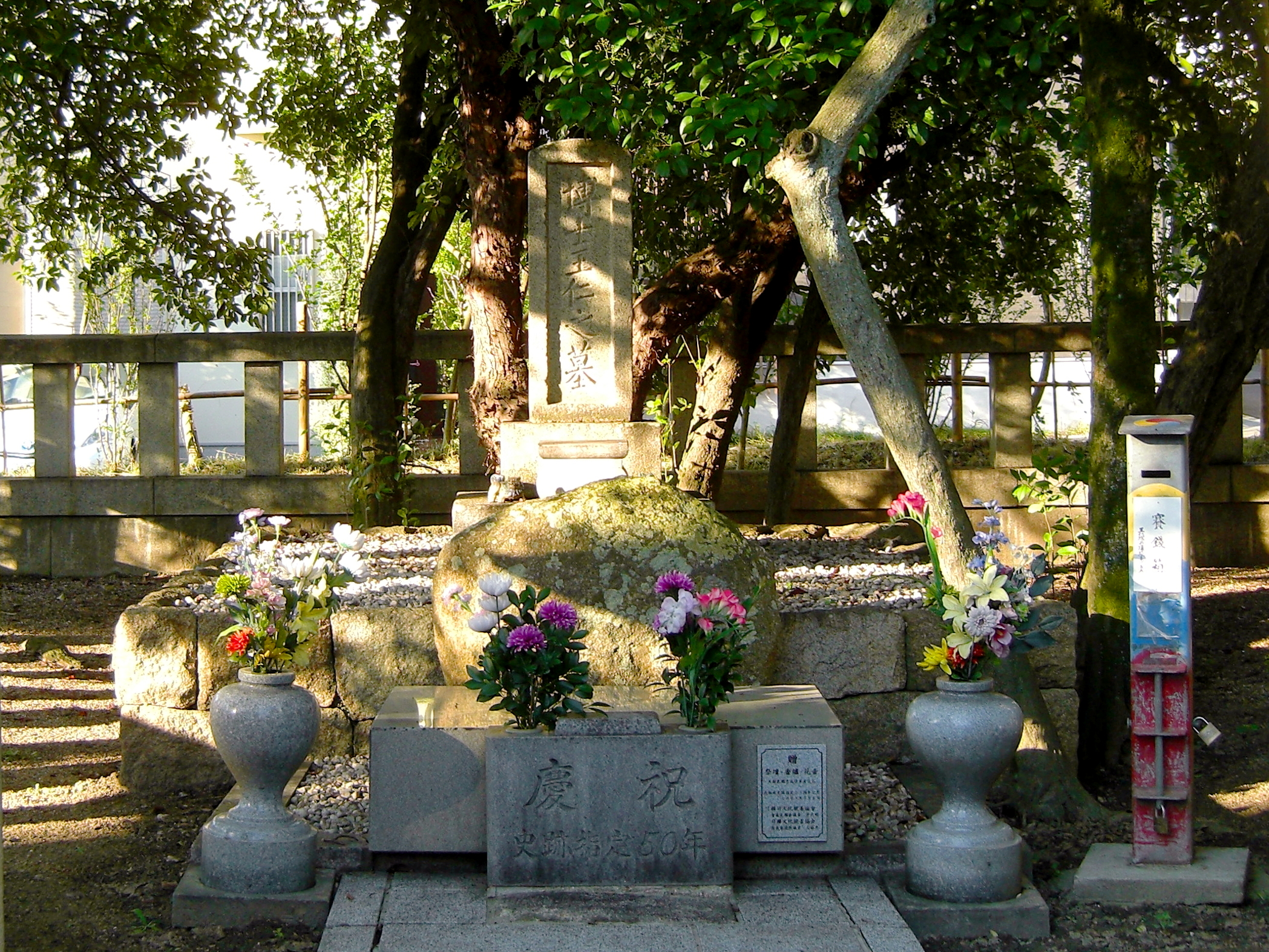
枚方市伝王仁墓

枚方市東部方面に位置し、公園の東部（直線距離で約400m）に存する大阪府の指定文化財（史跡）伝王仁墓（でんわにはか）の人物名「王仁」が公園名の由来である。公園区域のみで単独の街区「王仁公園 」（郵便番号573-0154）を形成する。面積は約9.3ヘクタール（93,000平方メートル）。枚方市にある公園では山田池公園（約71.9ヘクタール）、ひらかたパーク（約15.9ヘクタール)に次ぐ面積で、枚方市が管理する公園の中では最も広い。標高は出入り口で72m、園内の三等三角点「宮山(みややま)」で76.72m。
小高い場所に位置する天然林を切り開いて造られた公園であるため、府道736号線から公園入口までは高低差17m、約400mの上り坂が続く。公園内は車椅子での散策も可能であるが、公園入口からバレーコート及び大芝生広場にかけ、遊歩道の傾斜(最大高低差約12m)が強くなっている。

## 施設
プール（夏期）、テニスコート、バレーボールコート、運動広場の有料施設や芝生広場等の無料利用エリアがある。運動広場のグラウンドには夜間照明が設置されている。プールを除く他の有料施設は市外利用者の料金が倍額になるが、枚方市内に在職・在学している場合は市内料金扱いとなる。
駐輪場は有料。夏期、プール開催期間中は駐輪場が混み合い、最大料金も合わせて高くなる。
またグラウンド・テニスコート・バレーボールコートを利用する場合は団体登録、個人登録のいずれかが必要。抽選予約終了後の空きテニスコートは個人登録なしでも使用可能。
公園内のビオトープは残存している天然林の区画である。

王仁公園施設
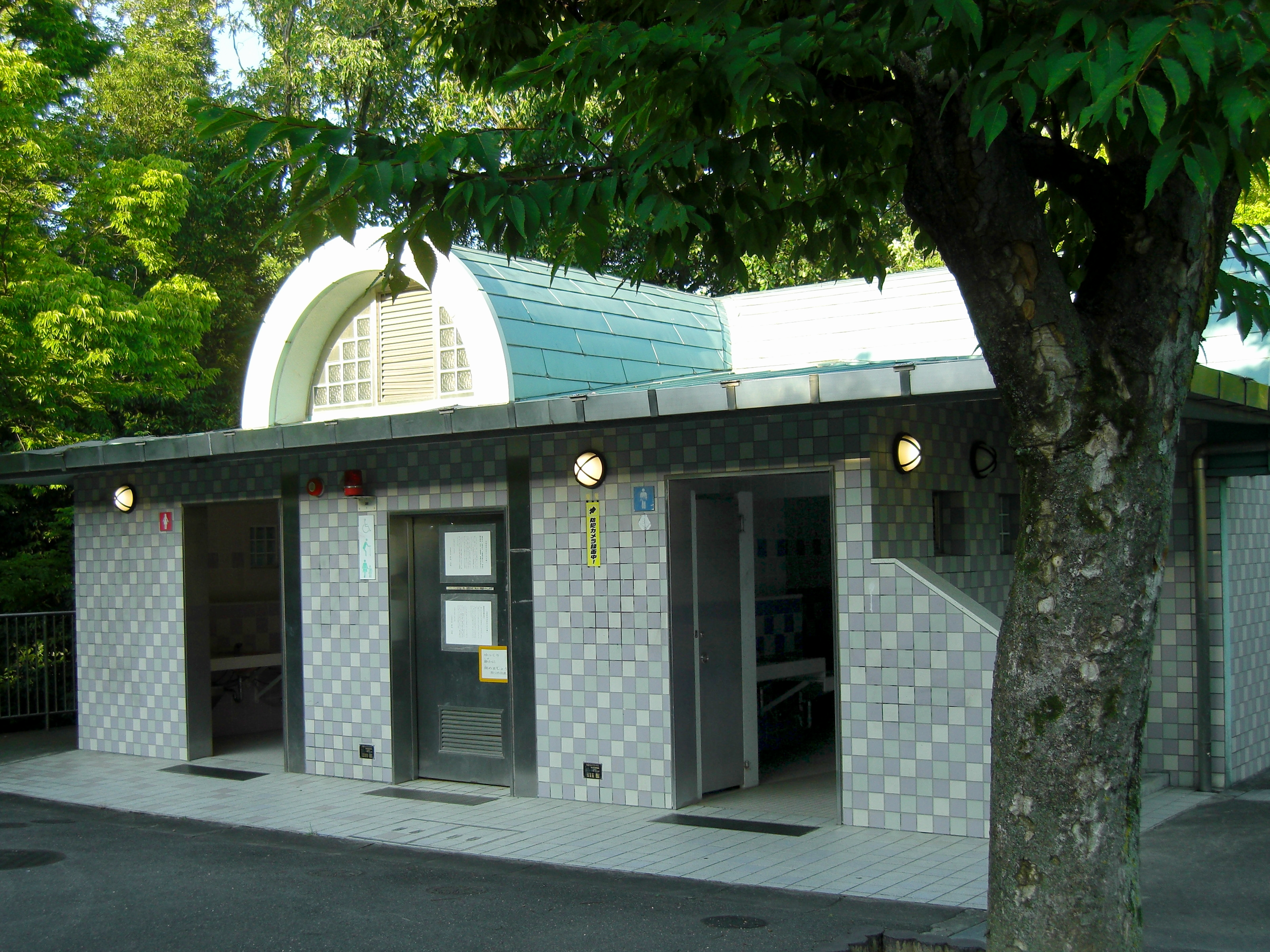
多目的トイレ
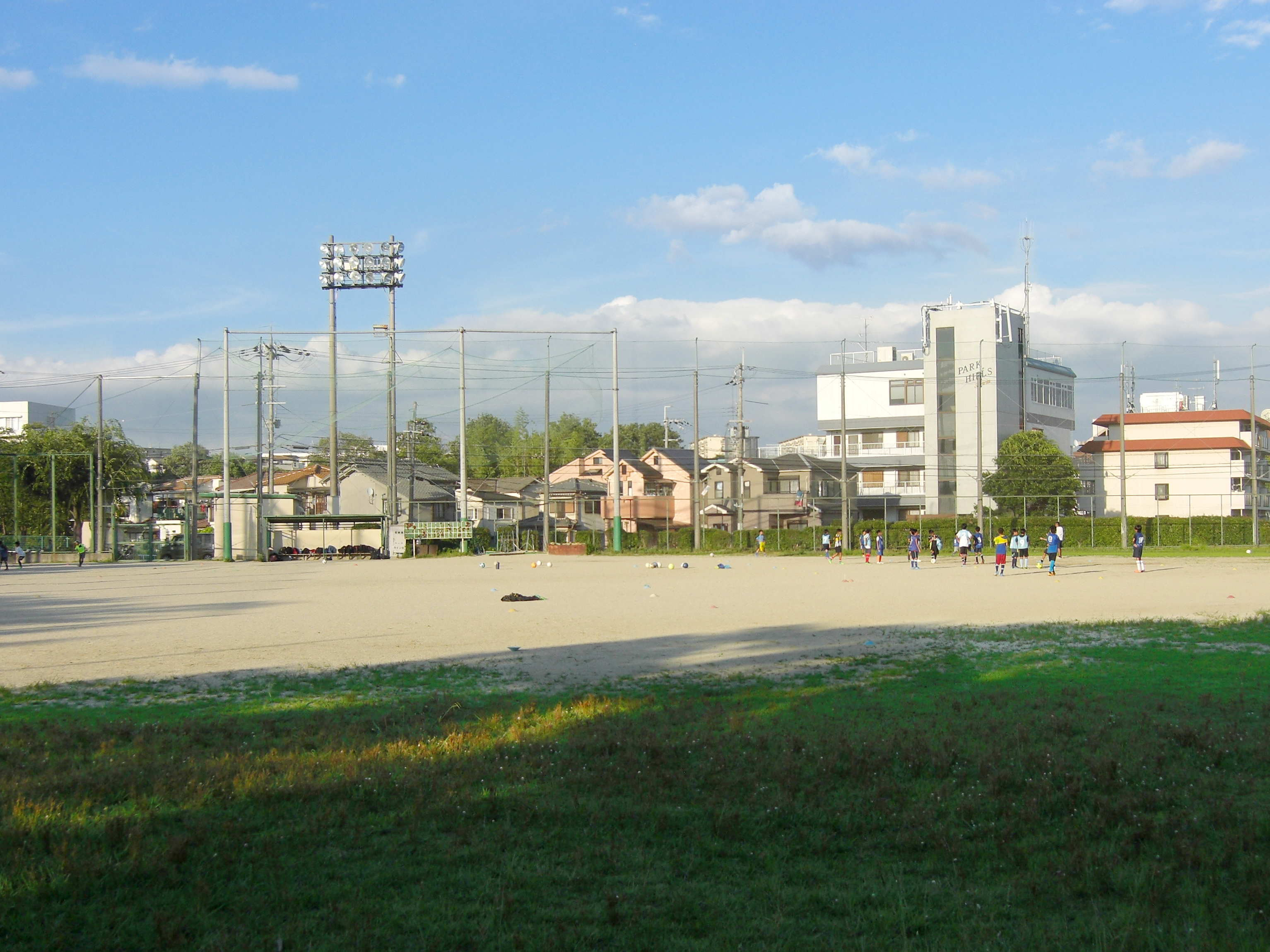
グラウンド
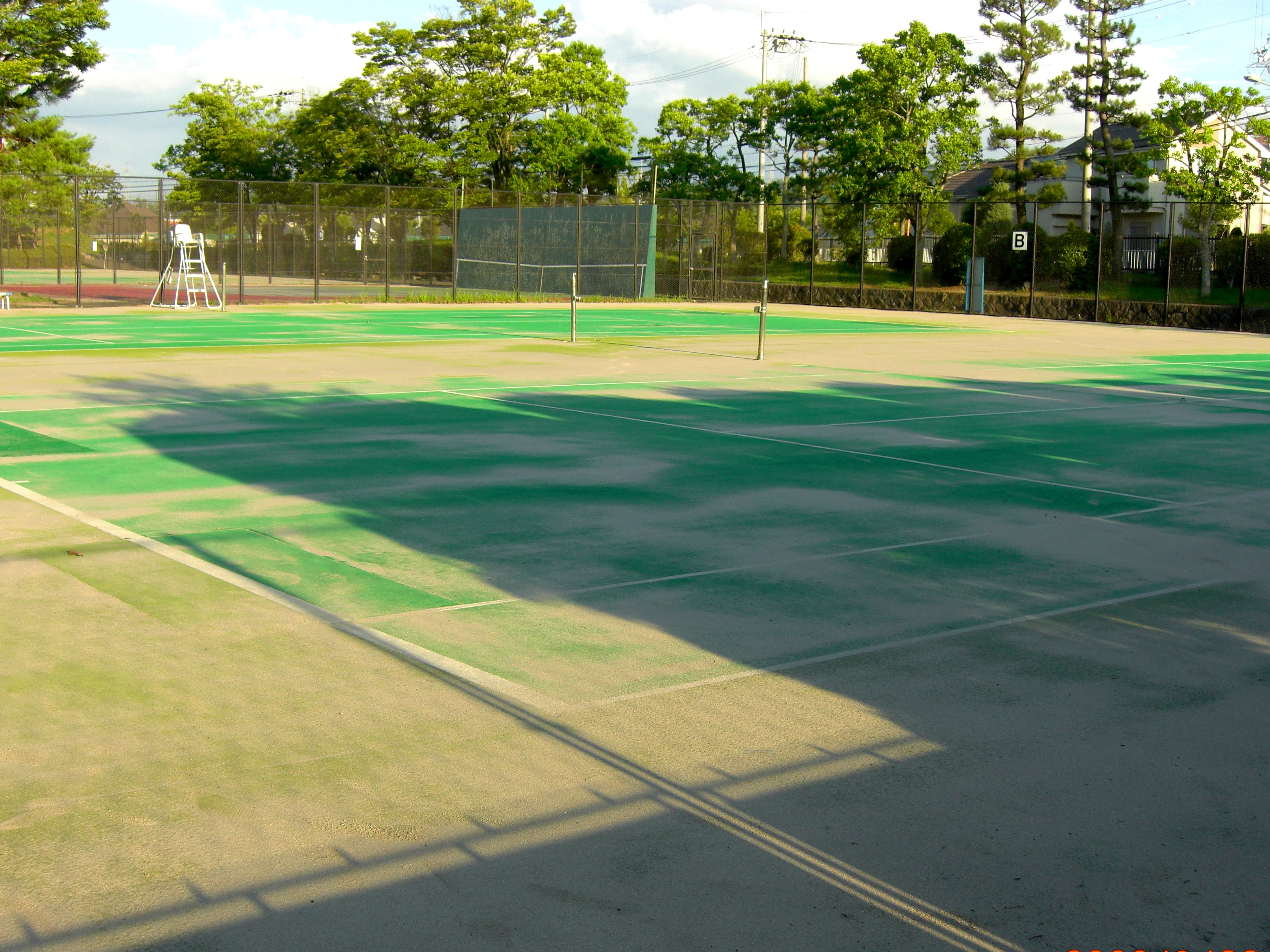
テニスコート
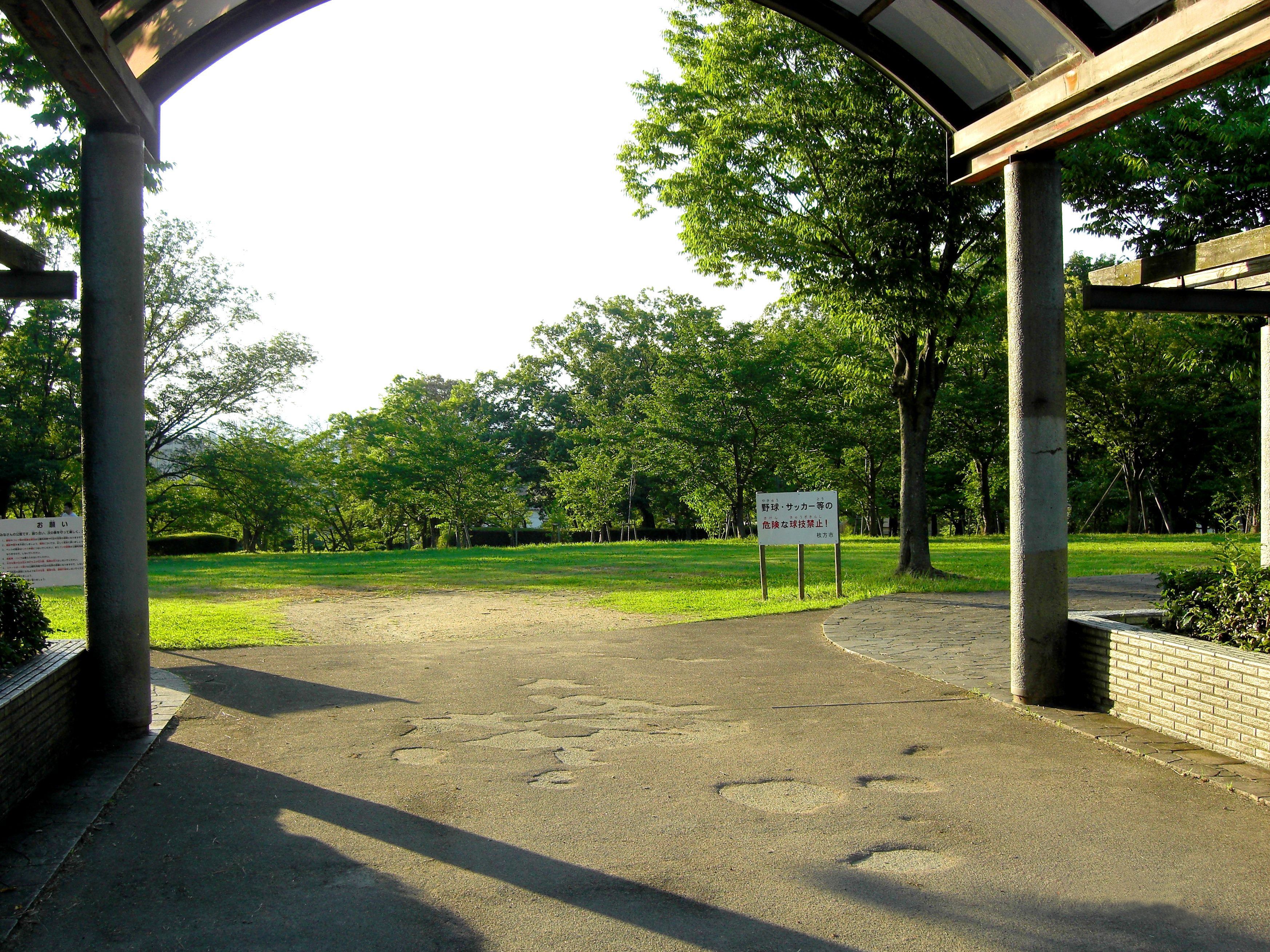
大芝生広場
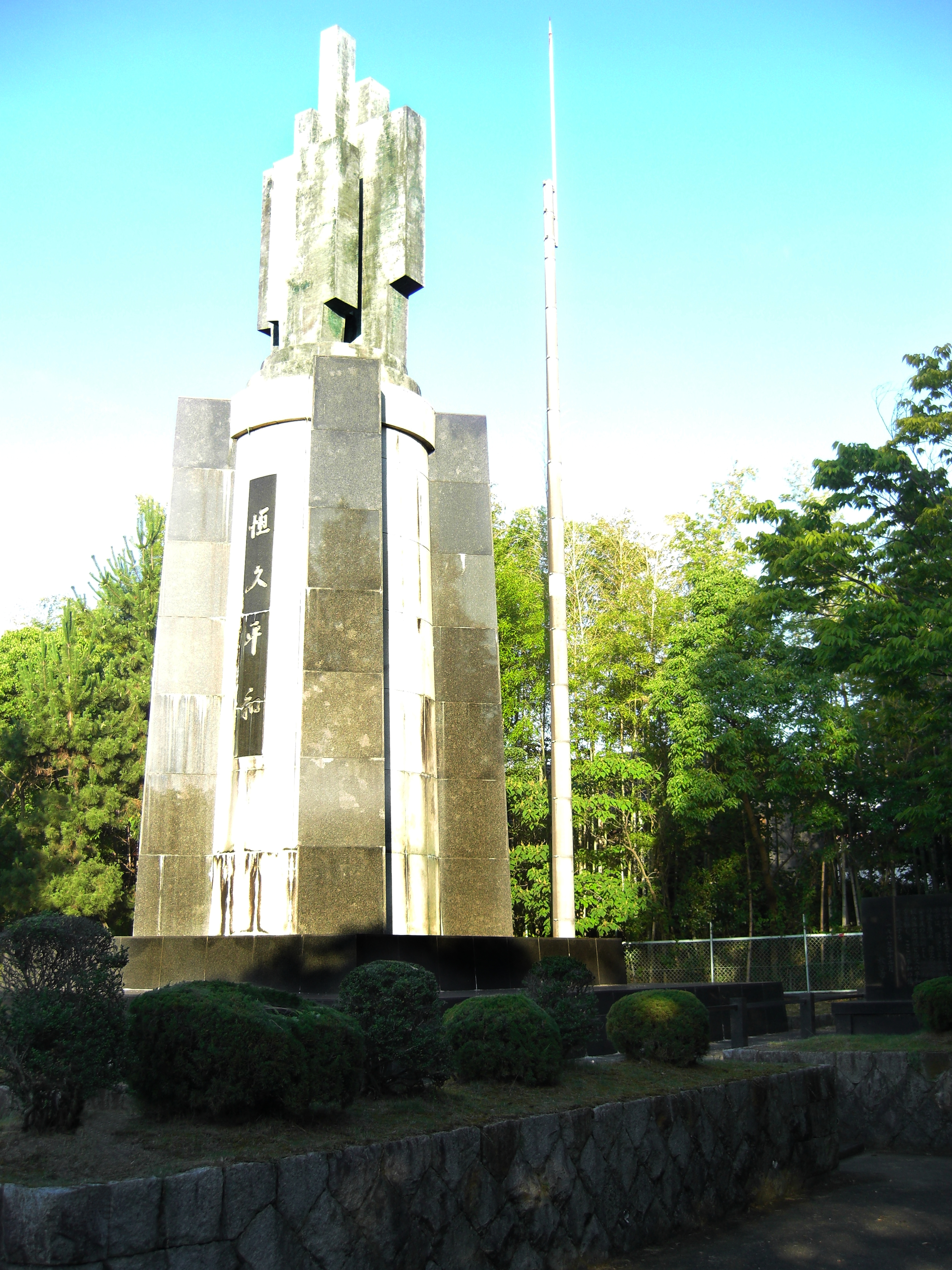
平和記念塔
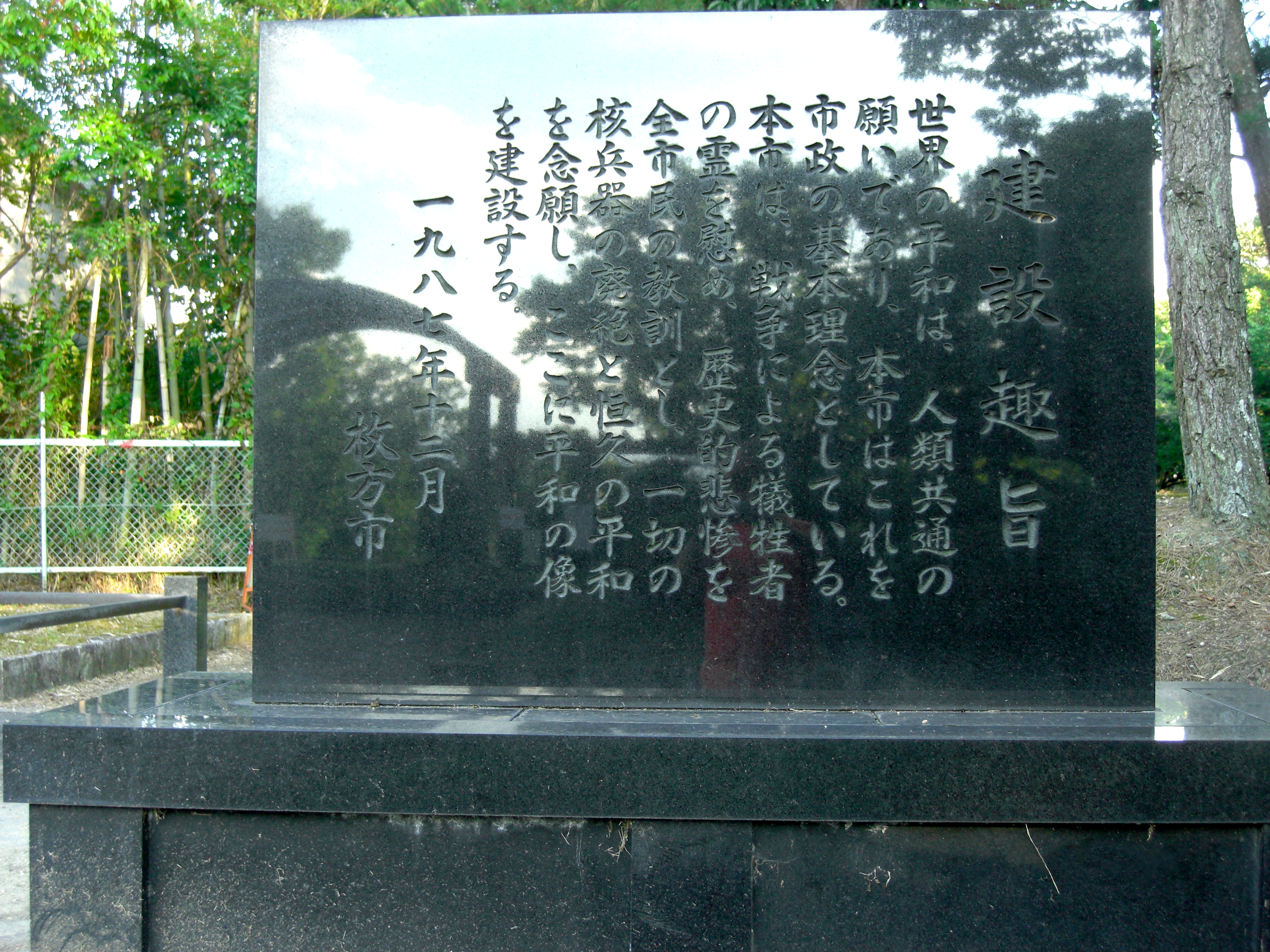
平和の像建設趣旨
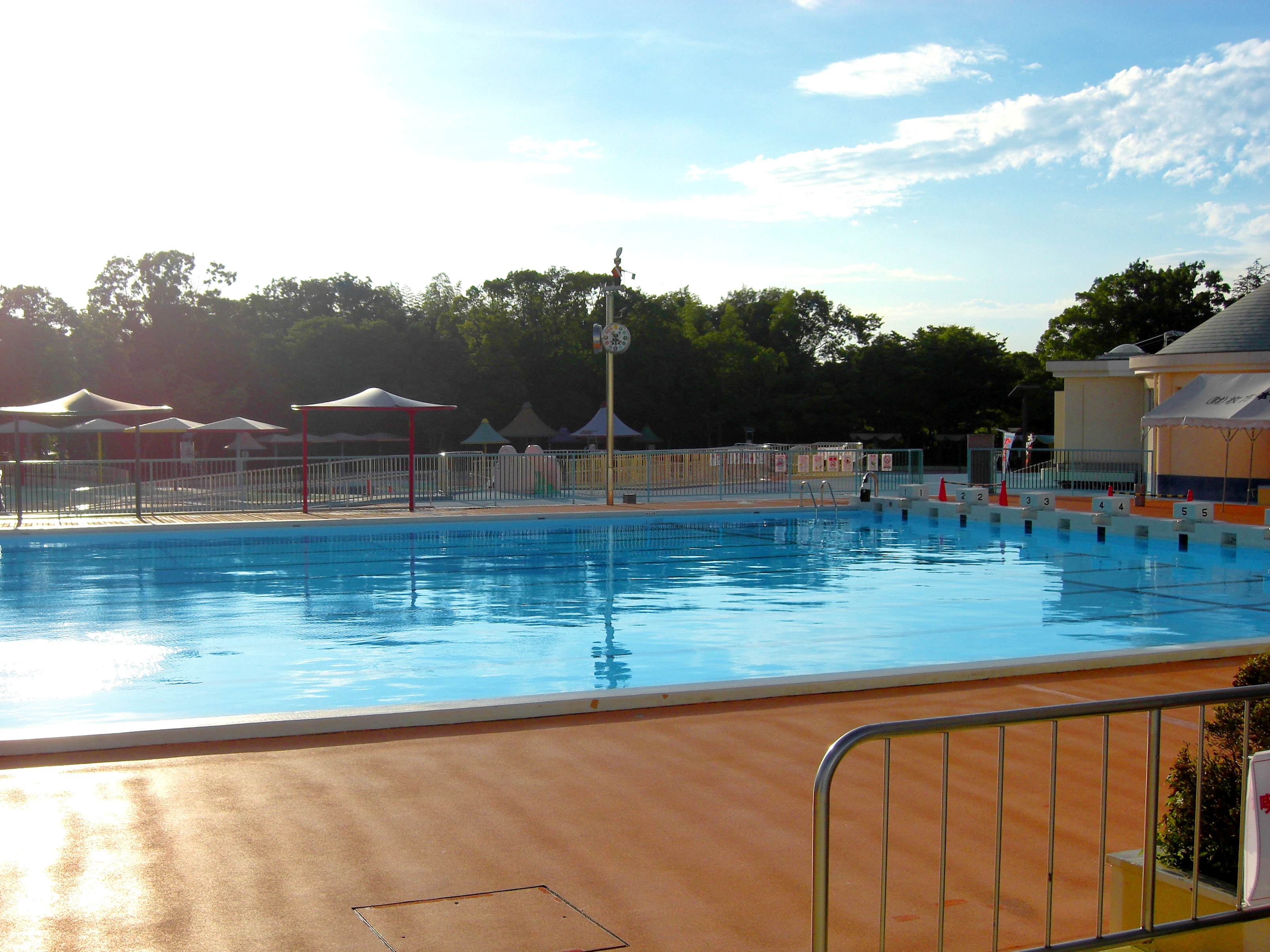
50m競泳プール
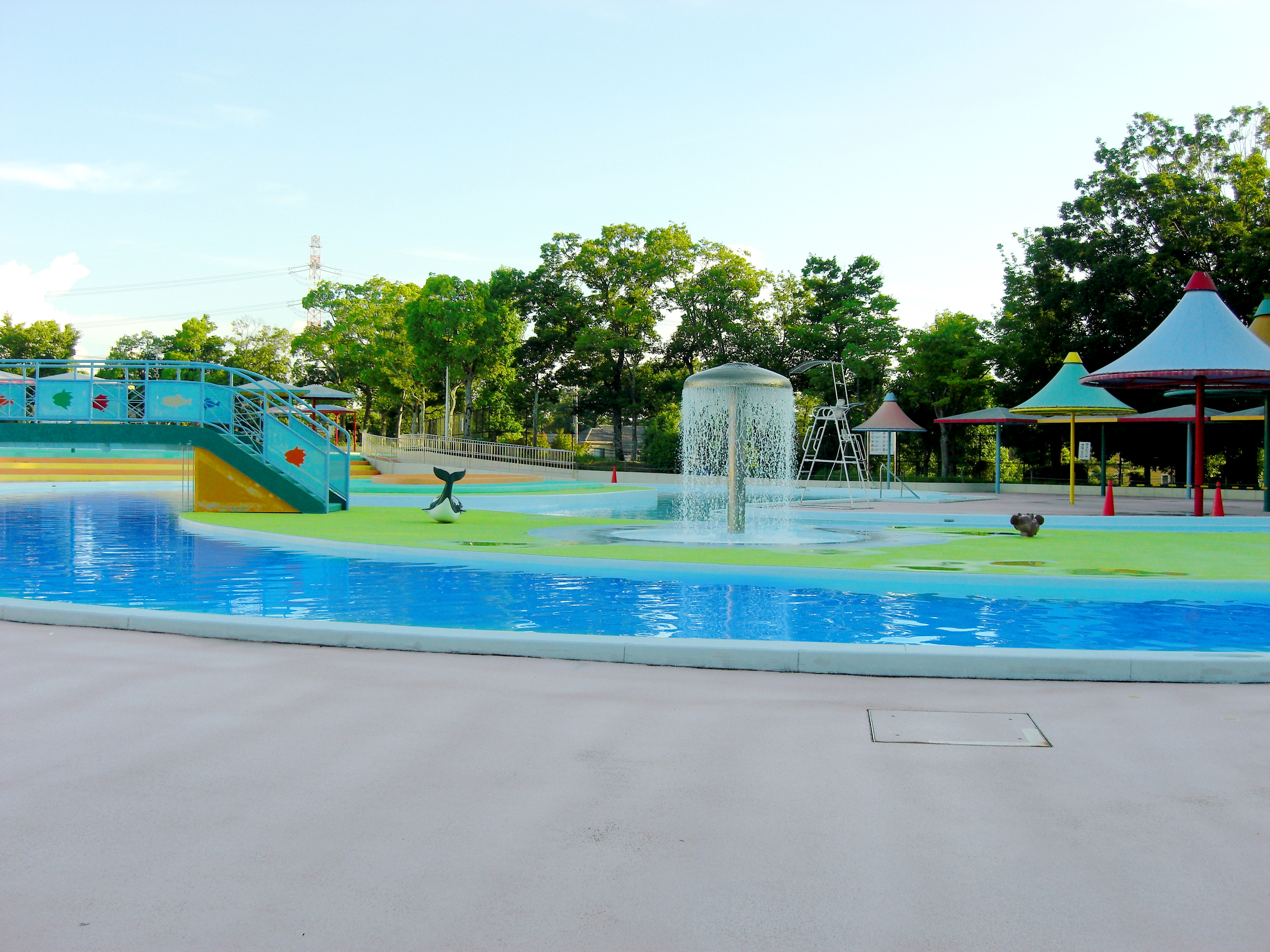
流水プール

## 周辺の施設
- 藤阪菅原神社
- 菅原神社
- 津田春日神社
- 伝王仁墓
- 山田池公園
- 枚方公済病院
- 医療法人 中屋覚志会 津田病院
- 枚方市立藤阪小学校
- 枚方市立菅原小学校
- 枚方市立菅原東小学校
- 枚方市立杉中学校
- 枚方市立津田中学校
- 長尾谷高等学校
- 大阪国際大学 枚方キャンパス
- 枚方カントリー倶楽部
- 枚方国際ゴルフ倶楽部【PGM】